# 11251 Icarion
11251 Icarion eller 1973 SN1 är en trojansk asteroid i Jupiters lagrangepunkt L4. Den upptäcktes 20 september 1973 av den nederländsk-amerikanske astronomen Tom Gehrels och det nederländska astronomparet Ingrid van Houten-Groeneveld och Cornelis Johannes van Houten vid Palomar-observatoriet. Den är uppkallad efter Ikarios i den grekiska mytologin.
Asteroiden har en diameter på ungefär 22 kilometer.